# Уэда, Кота
Кота Уэда (яп. 上田 康太 Уэда Ко:та, 9 мая 1986, Оме, Токио) — японский футболист, игрок клуба «Фаджиано Окаяма». Играет на позиции центрального или опорного полузащитника, также имеет опыт игры на левом фланге в защите и полузащите.

## Карьера
Кота Уэда начал заниматься футболом в пятилетнем возрасте, помимо футбола занимался баскетболом и теннисом. Он играл за футбольную команду начальной школы, затем вступил в детскую команду клуба «Токио Верди», в 1999 году перевёлся в юношескую команду «Касива Рейсол», а в 2002 году оказался в молодёжной команде «Джубило Ивата». Впервые на взрослом уровне он сыграл в 18-летнем возрасте, выйдя на замену в матче Лиги чемпионов АФК с тайским клубом «Полис Теро», который состоялся 19 мая 2004 года. Это был единственный матч Уэды за первую команду клуба в следующие два сезона. Лишь 26 июля 2006 года Уэда дебютировал в Джей-лиге, выйдя на замену в игре с «Иокогама Ф. Маринос». После этого он сумел закрепиться в основном составе и до конца сезона сыграл 20 матчей, в которых отметился двумя забитыми голами. Уэда выступал за «Джубило Ивата» ещё четыре года, в 2010 году выиграл вместе с командой Кубок Джей-лиги.
В начале 2011 года Уэда перешёл в клуб «Омия Ардия». В новой команде он дебютировал 6 марта 2011 года в матче с «Касима Антлерс», в этой же игре отличился забитым голом. В сезоне 2011 года Уэда являлся основным игроком «Омии», но в двух следующих уже не был игроком основного состава. 25 марта 2014 года он отправился в аренду до конца сезона в клуб второго дивизиона Джей-лиги «Фаджиано Окаяма». 30 марта Уэда дебютировал за новый клуб в матче с «Оита Тринита». Он был основным игроком команды на протяжении всего сезона, играл на позиции опорного полузащитника, провёл 34 матча и забил два гола.
29 декабря 2014 года было объявлено о возвращении Уэды в «Джубило Ивата». Клуб в это время опустился во второй дивизион, и игрок выразил готовность помочь ему вернуться в элиту. Перед началом сезона Уэда получил 7-й игровой номер и капитанскую повязку от тренера Хироси Нанами. В сезоне 2015 года он был одним из ключевых игроков команды, сыграл 36 матчей, забил 2 гола. «Джубило Ивата» со второго места смог выйти в первую Джей-лигу. После возвращения клуба в элиту Уэда отыграл за неё ещё два сезона, но появлялся на поле нерегулярно, в основном выходя на замену.
В декабре 2017 года Уэда вернулся в «Фаджиано Окаяма», заключив с клубом полноценный контракт.

## Стиль игры
Уэда играет преимущественно на позиции центрального полузащитника. За схожий стиль игры в молодые годы его часто сравнивали со звездой сборной Японии Ясухито Эндо. Наиболее ценным качеством Уэды является выбор позиции. Также он хорошо разыгрывает стандартные положения, делая кручёные подачи на партнёров с угловых и штрафных ударов. На пике формы Уэда демонстрировал выдающуюся игру, но стабильно поддерживать высокий уровень не мог.

## Статистика
| Выступление      | Выступление      | Выступление      | Лига | Лига | Кубок | Кубок | Кубок лиги | Кубок лиги | Азия | Азия | Итого | Итого |
| Клуб             | Лига             | Сезон            | Игры | Голы | Игры  | Голы  | Игры       | Голы       | Игры | Голы | Игры  | Голы  |
| ---------------- | ---------------- | ---------------- | ---- | ---- | ----- | ----- | ---------- | ---------- | ---- | ---- | ----- | ----- |
| Джубило Ивата    | I                | 2004             | 0    | 0    | 0     | 0     | 0          | 0          | 1    | 0    | 1     | 0     |
| Джубило Ивата    | I                | 2005             | 0    | 0    | 0     | 0     | 0          | 0          | 0    | 0    | 0     | 0     |
| Джубило Ивата    | I                | 2006             | 20   | 2    | 3     | 0     | 0          | 0          | —    | —    | 23    | 2     |
| Джубило Ивата    | I                | 2007             | 31   | 3    | 2     | 0     | 5          | 1          | —    | —    | 38    | 4     |
| Джубило Ивата    | I                | 2008             | 25   | 1    | 0     | 0     | 4          | 0          | —    | —    | 29    | 1     |
| Джубило Ивата    | I                | 2009             | 16   | 0    | 2     | 0     | 2          | 0          | —    | —    | 20    | 0     |
| Джубило Ивата    | I                | 2010             | 26   | 1    | 2     | 0     | 10         | 1          | —    | —    | 38    | 2     |
| Джубило Ивата    | Итого            | Итого            | 118  | 7    | 9     | 0     | 21         | 2          | 1    | 0    | 149   | 9     |
| Омия Ардия       | I                | 2011             | 31   | 1    | 1     | 1     | 2          | 0          | —    | —    | 34    | 2     |
| Омия Ардия       | I                | 2012             | 12   | 0    | 3     | 0     | 4          | 0          | —    | —    | 19    | 0     |
| Омия Ардия       | I                | 2013             | 11   | 0    | 2     | 0     | 6          | 0          | —    | —    | 19    | 0     |
| Омия Ардия       | Итого            | Итого            | 54   | 1    | 6     | 1     | 12         | 0          | 0    | 0    | 72    | 2     |
| Фаджиано Окаяма  | II               | 2014             | 34   | 2    | 0     | 0     | —          | —          | —    | —    | 34    | 2     |
| Джубило Ивата    | II               | 2015             | 36   | 2    | 0     | 0     | —          | —          | —    | —    | 36    | 2     |
| Джубило Ивата    | I                | 2016             | 18   | 1    | 1     | 0     | 5          | 0          | —    | —    | 24    | 1     |
| Джубило Ивата    | I                | 2017             | 13   | 1    | 4     | 1     | 5          | 0          | —    | —    | 22    | 2     |
| Джубило Ивата    | Итого            | Итого            | 67   | 4    | 7     | 1     | 10         | 0          | 0    | 0    | 84    | 5     |
| Фаджиано Окаяма  | II               | 2018             | 40   | 3    | 0     | 0     | —          | —          | —    | —    | 40    | 3     |
| Фаджиано Окаяма  | II               | 2019             | 31   | 4    | 0     | 0     | —          | —          | —    | —    | 31    | 4     |
| Фаджиано Окаяма  | II               | 2020             | 1    | 0    | 0     | 0     | —          | —          | —    | —    | 1     | 0     |
| Фаджиано Окаяма  | Итого            | Итого            | 72   | 7    | 0     | 0     | 0          | 0          | 0    | 0    | 72    | 7     |
| Всего за карьеру | Всего за карьеру | Всего за карьеру | 345  | 21   | 22    | 2     | 43         | 2          | 1    | 0    | 411   | 25    |

1. ↑  Лига чемпионов АФК.

## Достижения
- Обладатель Кубка Джей-лиги: 2010